# Бернд Марин
Бернд Марин (1948) је аустријски научник из области друштвених наука.

## Биографија
Рођен је 1948. Студирао је друштвене науке на Универзитету у Бечу и завршио постдипломску обуку на институту за напредне студије. Од 1975. до 1984. радио је у институту за истраживање сукоба у Бечу, прво као истраживач, а касније као заменик директора. У овом периоду је такође завршио хабилитацију на Универзитету Јохан Кеплер у Линцу и спровео постдокторско истраживање на Универзитету Харвард.
Од 1984. до 1988. године, Марин је био председавајући за упоредна политичка и друштвена истраживања на европском универзитетском институту у Фиренци. Такође је радио као гостујући професор на неколико других универзитета: у Цириху, Варшави, Фиренци, Универзитету у Инзбруку, институту за здравствене науке и Хебрејском универзитету у Јерусалиму.
Од 1988–2015. био је извршни директор Европског центра за политику социјалне заштите и истраживања, а think tank за економију и социологију (Беч).
Био је директор Вебстер приватног универзитета у Бечу од октобра 2015. до јуна 2016. године.
Од 1979. до 1996. уређивао је Journal für Sozialforschung. Такође је доприносио грађанским расправама у новинама и часописима, на радију и телевизији. Објавио је више од стотину радова у академским часописима и уредио више од двадесет књига.

## Истраживање
Као научник, Марин ради на модерним друштвима социјалне заштите, системима социјалне сигурности и њиховој одрживости, на иновативним иницијативама за запошљавање, здравственом систему, здравственој заштити и инвалидитету, као и на пензијским реформама. Емпиријски анализира производње знања и креирање економске политике, фокусира се на промене и иновације на тржишту рада и родне улоге. Маринина улога у аустријском политичком кампусу прилично је важна, што је постало уочљиво када су се све политичке странке ослањале на његову стручност.
На пољу социјалне теорије, Марин ради на корпоративном, посредничком и друштвеном управљању, системима саморегулације и кооперативног управљања променама, промовишући комбинацију благостања и друштвену активацију као предуслове одрживог богатства, здравља, социјалне заштите и благостања.

## Публикација
- Welfare in an Idle Society? Reinventing Retirement, Work, Wealth, Health, and Welfare. 2013
- Facts and Figures on Healthy Ageing and Long-Term Care. Europe and North America. With K. Gasior, M. Huber, G. Lamura, O. Lelkes, R. Rodrigues, A. Schmidt, E. Zólyomi, 2012
- Women's Work and Pensions: What is Good, What is Best? Designing Gender-Sensitive Arrangements. Ed. with E. Zólyomi, 2010
- Facts and Figures on Long-Term Care. Europe and North America. With M. Huber, R. Rodrigues, F. Hoffmann, K. Gasior, 2009
- Mainstreaming Ageing. Ed. with Asghar Zaidi, 2007
- Transforming Disability Welfare Policies. Towards Work and Equal Opportunities. Ed. with Ch. Prinz and M. Queisser, 2004
- Facts and Figures on Disability Welfare. with Ch. Prinz, 2003
- Innovative Employment Initiatives. Ed. with Dennis Snower and Danièle Meulders, 2000
- Pensionsreformen. Nachhaltiger Sozialumbau am Beispiel Österreichs. with Ch. Prinz, Okt. 1999, 2. Aufl.
- Managing AIDS: Organizational Responses in Six European Countries. Ed. with Patrick Kenis, 1997
- Policy Networks. Empirical Evidence and Theoretical Considerations. Ed. with R. Mayntz, 1991
- Generalized Political Exchange. Antagonistic Cooperation and Integrated Policy Circuits Ed., 1990
- Governance and Generalized Exchange. Self-Organizing Policy Networks in Action Ed., 1990
- Unternehmerorganisationen im Verbändestaat Vol. I, 1986
- Die Paritätische Kommission. Aufgeklärter Technokorporatismus in Österreich 1982